# Ulsters Fria Presbyterianska Kyrka

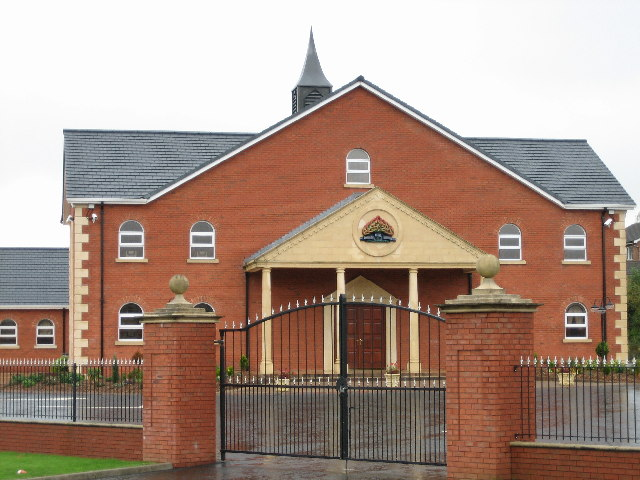
Lisburns Fria presbyterianska kyrka

Ulsters Fria Presbyterianska Kyrka (the Presbytery of the Free Presbyterian Church of Ulster) är ett prebyterianskt trossamfund, bildat av pastorn och politikern Ian Paisley, på St Patricks Day 1951.
Kyrkan har sitt säte och starkaste fäste i Nordirland, där man har omkring 12 000 medlemmar fördelade på 60 lokala församlingar och Whitefield College Of The Bible.

## Historia
Fria Presbyterianska Kyrkan bildades av tidigare medlemmar av Irlands Presbyterianska Kyrka, som ett resultat av en konflikt inom denna kyrka mellan ledare av Lissara presbyterianska församling i Crossgar, Nordirland och det regionala äldsterådet i Down County.
Den 3 februari 1951 hade församlingen annonserat ett väckelsemöte med den kontroversielle pastorn Ian Paisley som inbjuden talare. Nittio minuter innan mötet skulle ta sin början möttes de lokala och regionala äldsteråden. Det sistnämnda ville förbjuda församlingen att upplåta kyrkolokalen åt detta möte. När två lokala äldstebröder vägrade acceptera detta beslut så blev de omedelbart avskedade.
Som ett resultat därav beslutade sextio församlingsmedlemmar (däribland samtliga söndagsskollärare) att lämna Irlands Presbyterianska Kyrka.
Utbrytarna lät publicera Fria Presbyterianska Manifestet i vilket man angav flera motiv för att lämna kyrkan:
- Man ansåg att Irlands Presbyterianska Kyrka silar mygg och sväljer kameler när man upplåter sina kyrkolokaler åt danser och fester samtidigt som man inte ville tillåta det aktuella väckelsemötet.

- Kyrkans läronämnds beslut 1927 att inte avsätta professor Davey för dennes kontroversiella teorier.

- Kyrkans medlemskap av Kyrkornas Världsråd (som man dock senare lämnat).

- Påstått valfusk vid utnämnandet av äldstebröder.

Den 17 mars samlades man, tillsammans med äldste från ytterligare fyra församlingar, för att under Ian Paisleys ledning bilda Ulsters Fria Presbyterianska Kyrkas Äldsteråd. En av de ledande äldstebröderna inom det nya trossamfundet var George Gibson. Han valdes till kyrkans förste sekreterare och hans privata kontor fungerade även som kyrkans högkvarter. Gibson ritade den första kyrkobyggnaden tillhörande Ulsters Fria Presbyterianska Kyrka men uteslöts senare på grund av sin helgelselära och gick 1958 åter med som medlem av Lissara presbyterianska församling och Irlands Presbyterianska Kyrka.
Under 1960- och 70-talen upplevde Fria Presbyterianska Kyrkan en stark tillväxt i nya medlemmar och församlingar. Missionsverksamhet upptogs i Storbritannien, Kanada, USA och Australien.
Nordamerikas fria presbyterianska kyrka är sedan 2005 ett självständigt trossamfund, i full nattvards- och ämbetsgemenskap med systerkyrkan i Nordirland.
Idag bedrivs även mission i Indien, Jamaica, Kenya, Irland (huvudsakligen i Donegal och Monaghan), Spanien, Filippinerna och Tyskland.